# Erfgoed
Erfgoed is de term die men gebruikt om datgene aan te duiden, wat men van de voorouders erft (zie nalatenschap).
Het belang van erfgoed wordt door een maatschappij bepaald en gedragen. Met andere woorden, de term erfgoed wordt toegekend aan zaken die mensen waarderen, zich mee identificeren en willen bewaren voor toekomstige generaties. Als fundament van een maatschappij werkt de materie dus ook toekomstgericht.

## Categorisering
We onderscheiden materieel erfgoed en immaterieel erfgoed (tradities, dialecten, verhalen, liederen, feesten, rituelen, processies, geuren, enz).

### Materieel erfgoed
Materieel erfgoed is onder te verdelen in:
- roerend erfgoed (verplaatsbaar, niet grondgebonden; zoals bibliotheken, archieven, collecties, verzamelingen, schilderijen, beeldhouwwerken, mobiel erfgoed, levend erfgoed,...) en
- onroerend erfgoed (niet verplaatsbaar, grondgebonden; landschappen, veteraanbomen, natuurerfgoed, archeologie, monumenten of bouwwerken,...). Alle onderverdelingen houden echter verband met elkaar.

### Immaterieel erfgoed
Immaterieel erfgoed is niet tastbaar erfgoed: oraal erfgoed, dans, muziek, theater, rituelen, ambachten, traditie.

## Regelgeving
Het Europese erfgoedbeleid wordt ontwikkeld volgens internationale verdragen:
- Overeenkomst inzake de bescherming van het cultureel en natuurlijk erfgoed van de wereld, Parijs, 16-11-1972.[2]
- Overeenkomst inzake het behoud van het architectonische erfgoed van Europa, Granada, 03-10-1985 [3]
- Europees Verdrag inzake de bescherming van het archeologisch erfgoed (herzien), Valletta, 16-01-1992.[4]
- Europees Landschapsverdrag, Firenze, van 20-10-2000.[5]
- Verdrag inzake de bescherming van het cultureel erfgoed onder water, Parijs, 02-11-2001.[6]
- Verdrag inzake de bescherming van het immaterieel cultureel erfgoed, Parijs, 17 oktober 2003[7]

## Erfgoed in België
In tegenstelling tot verschillende andere landen, wordt in België erfgoed opgedeeld en onder verschillende bevoegdheden en beheerders geplaatst. Zo was onroerend erfgoed (een gewestmaterie) in Vlaanderen lang aan ruimtelijke ordening gekoppeld. Roerend en immaterieel erfgoed (verzameld tot de term cultureel erfgoed als gemeenschapsmaterie) vallen nog steeds onder de bevoegdheid cultuur.

## Opleiding
In Vlaanderen kan men de erfgoedwetenschap studeren in de master 'erfgoedstudies' aan de Universiteit Antwerpen.  Voordien heette deze opleiding 'monumenten- en landschapszorg'.  Aan deze opleiding kan men rechtstreeks starten met een bachelor- en/of master-diploma in de 'conservatie-restauratie'. In Nederland biedt de Amsterdamse Hogeschool voor de Kunsten een hbo-studie Cultureel Erfgoed aan op de Reinwardt Academie. 